# Joop van den Berg (Tweede Kamerlid)
Jochum Hendrik (Joop) van den Berg (Bartlehiem, 8 juni 1941 – Heerenveen, 4 mei 2023) was een Nederlands politicus namens de PSP en de PvdA.
Hij was lid van de Provinciale Staten van Friesland in de periode 1970 - 1974 voor de PSP en van 1987-1988 voor de PvdA. In 1974 was hij lijsttrekker van de PSP bij de provinciale statenverkiezingen in Friesland. Van 21 januari 1988 tot 17 mei 1994 was hij lid van de Tweede Kamer der Staten-Generaal voor de PvdA waar hij zich bezighield met defensie, het midden- en kleinbedrijf en natuurbeheer. Hij was gemeenteraadslid in Opsterland (1966-1969), Utingeradeel (1978-1984) en Boarnsterhim (1984-1988, tevens fractievoorzitter). Van den Berg was in meerdere periodes lid van het landelijke partijbestuur van de PvdA. Hij was ook lang secretaris van het gewest Friesland en voorzitter van de afdeling Heerenveen.
Maatschappelijk was Van den Berg lang werkzaam bij het kadaster in Leeuwarden (1969-1987). Tussen 1994 en 1996 was hij hoofd interne zaken bij de Rijksplanologische Dienst (RPD). In 1996 werd hij voorzitter van de bedrijfskadergroep Abvakabo Milieu.
- Parlement.com: vg09llp4xjzg